# Pantà de Riudecanyes
El pantà de Riudecanyes és un embassament a la riera de Riudecanyes, creat per una presa situada al municipi de Riudecanyes, a la comarca del Baix Camp.
L'embassament té en la cota màxima d'embassament una superfície de 40,3 ha i una capacitat de 5,3 hm³.
És propietat de la Comunitat de Regants de Riudecanyes i la major part del cabal que emmagatzema prové de la riera de Riudecanyes, alimentada alhora pel transvasament del sistema hidrogràfic del Siurana.

## Història

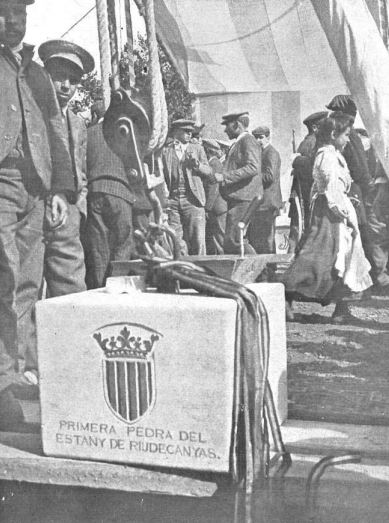
Primera pedra (1904)

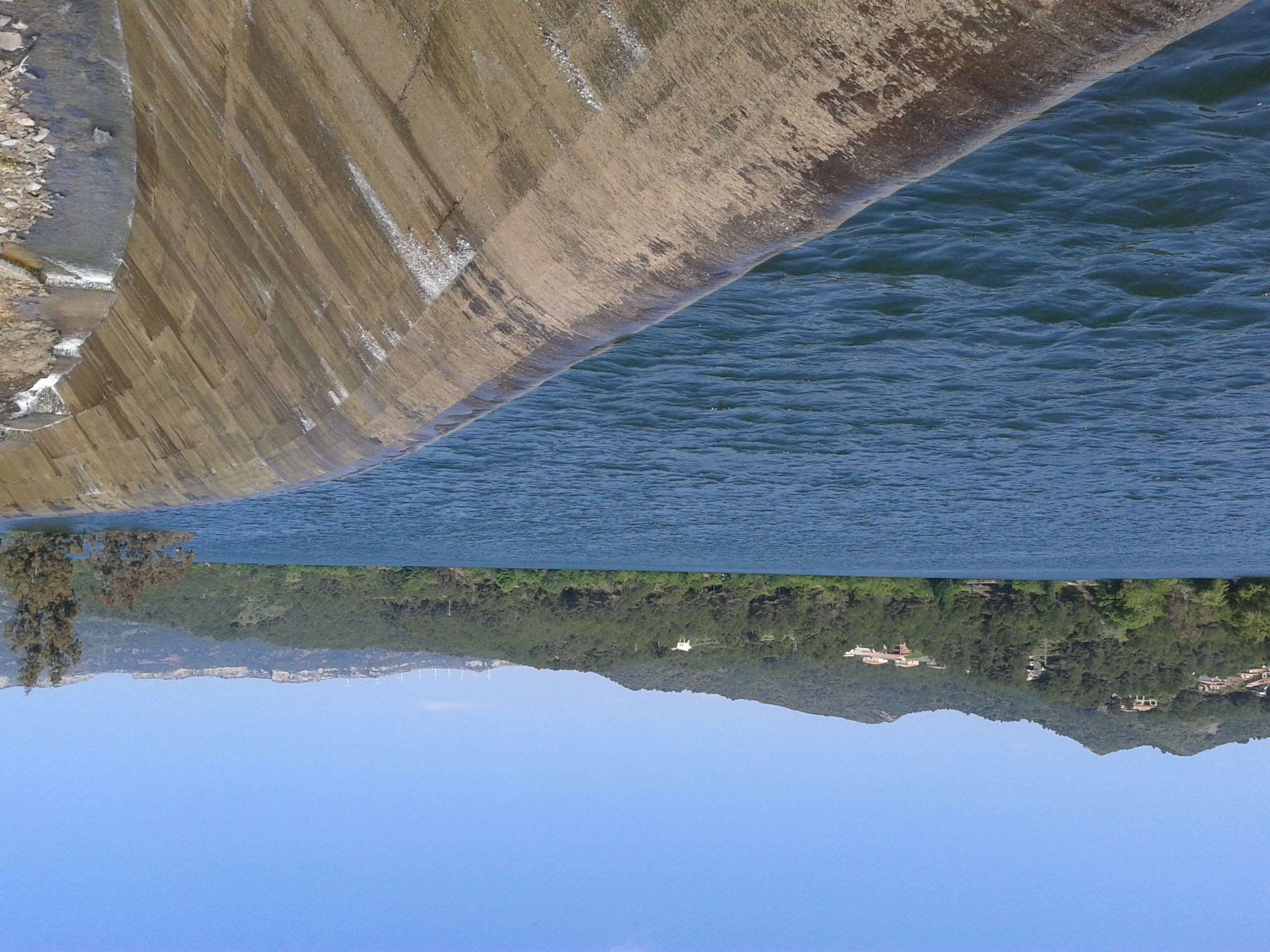
Vista de l'embassament de Riudecanyes

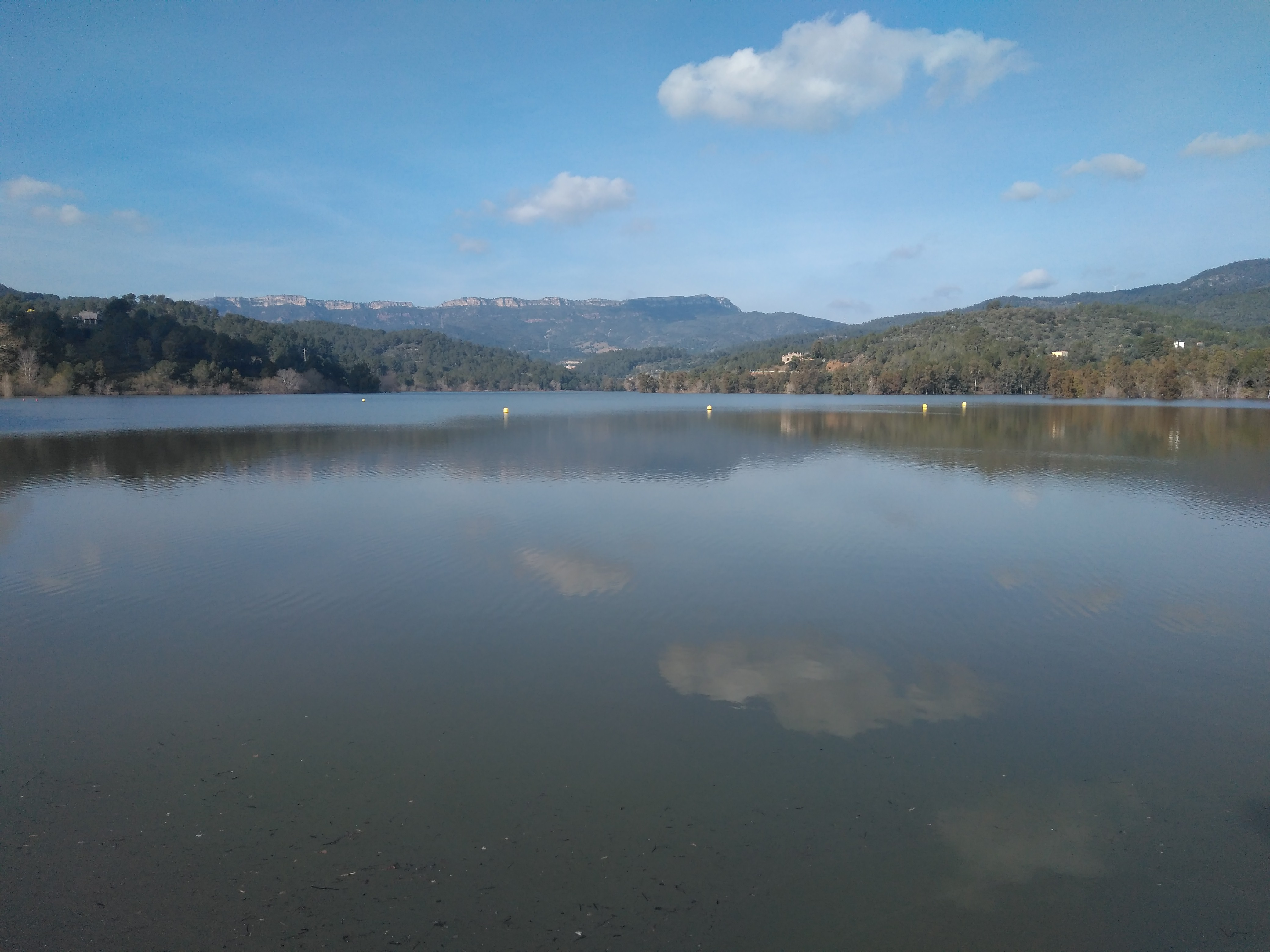
Vista de l'embassament de Riudecanyes

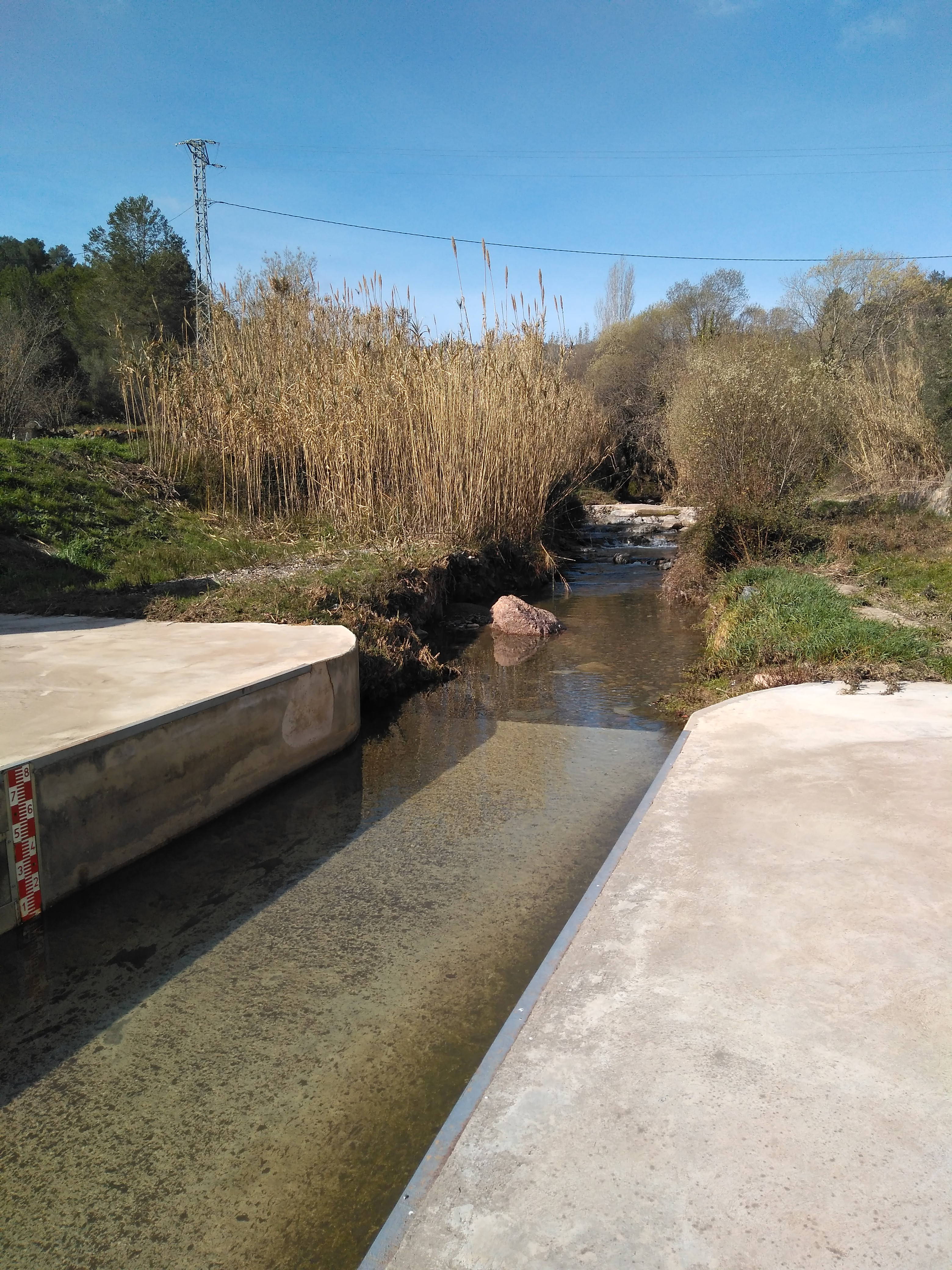
Riera de Riudecanyes just abans d'arribar a l'embassament de Riudecanyes

La construcció va ser promoguda per l'Ajuntament de Reus que el 1897, davant les dificultats d'abastiment d'aigües per a la ciutat, va encarregar als enginyers Francesc Macià, Josep Mora i Alfons Benavent un estudi per portar aigües de diferents zones a la ciutat i també per a la irrigació dels camps. L'estudi comprenia també la conca del riu de Siurana i la derivació d'aigua d'aquest riu a Riudecanyes mitjançant un canal. El 1901 es va constituir una "Comisión de Pantanos" propiciada per l'ajuntament de Reus i formada per l'industrial Josep Maria Tarrats, l'advocat Julià Nougués i l'advocat i bibliòfil don Pau Font de Rubinat, que proposaren a l'estat la construcció dels pantans del Francolí i de Riudecanyes, propostes que van ser incloses al Pla General d'Embassaments de l'estat. El 1902 la "Comisión de Pantanos" va obrir una subscripció i l'Ajuntament de Reus va demanar col·laboració ciutadana per construir l'embassament. L'any 1903 fou projectada la construcció del de Riudecanyes, per tal de proveir bàsicament les necessitats de la ciutat de Reus. El 1904 es posà la primera pedra. El pantà tindria una cabuda de 2.900.000 m³ i donaria cobertura per a poder regar una extensió de 3.750 jornals. El govern de l'estat subvencionava el 50% de les obres de construcció. El febrer de 1905 es va constituir la Junta d'Obres del Pantà presidida per Pau Font de Rubinat fins al 1908. Després d'algunes aturades, les obres de construcció es van enllestir el 1916, i va entrar en servei el 1918. El 1919 va entrar en funcionament el canal obert des del riu de Siurana. El novembre de 1991 s'inaugurà l'obra de recreixement, que suposà arribar als 5,3 hm³ d'aigua embassada. Actualment l'aigua es destina als regadius de la comarca i al proveïment de diverses poblacions.
La vegetació que hi predomina està composta per pinedes de pi blanc en gran part de la zona que envolta l'embassament així com brolles silíciques en les zones que han patit incendis. La vegetació aquàtica està restringida en la cua de l'embassament, encara que amb alguns signes de degradació. En els marges de l'embassament, sobretot en l'esquerra, podem veure abundants peus d'eucaliptus de notables dimensions.
Són abundants les espècies de black bass, la carpa, la bagra ibèrica i el gardí.

## Dades
- Aigua embassada (2008): 2 hm³[5]
- Aigua embassada (2009): 3 hm³[5]